# Мариненко Тетяна Савеліївна
Тетяна Савеліївна Мариненко (рос. Татьяна Савельевна Мариненко; 25 січня 1920, село Сухий Бор, Полоцький район, Вітебська область, БРСР — 2 серпня 1942, село Жарци, Полоцький район, Вітебська область, БРСР) — радянська партизанка, розвідниця і зв'язкова партизанської бригади «Невловимі» НКВС СРСР, що діяла на тимчасово окупованій Третім Рейхом території БССР.
Партизанський псевдонім — Волошка (рос. Василёк).

## Біографія

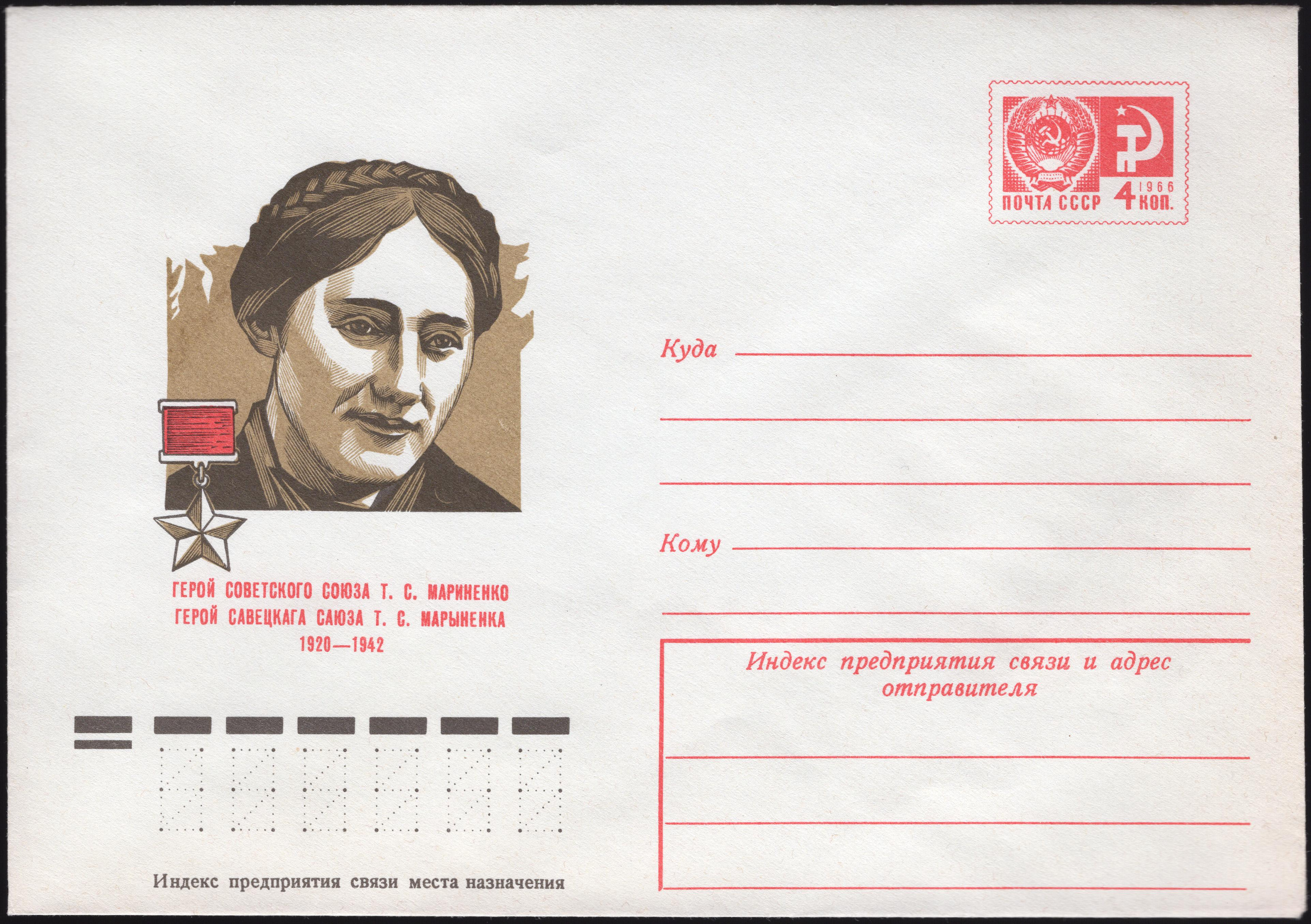
Радянський поштовий конверт із зображенням Мариненко (1975)

У 1939 році закінчила Полоцьке педагогічне училище. Працювала вчителькою в середній школі в селі Зеленка Полоцького району.
У роки Другої світової війни регулярно забезпечувала партизан відомостями про розташування ворожих гарнізонів, пересування військових частин противника. В кінці липня 1942 року нацисти за доносом зрадника заарештували Тетяну Мариненко разом з її 14-річним братом Лавренов і 28 односельцями, які після допитів були розстріляні. Три доби нацисти катували і 2 серпня 1942 року розстріляли партизанку разом з братом.
Похована в селі Жарци Полоцького району.

## Нагороди
- Медаль «Золота зірка» Героя Радянського Союзу (8 травня 1965; посмертно)
- Орден Леніна (8 травня 1965; посмертно)

## Пам'ять

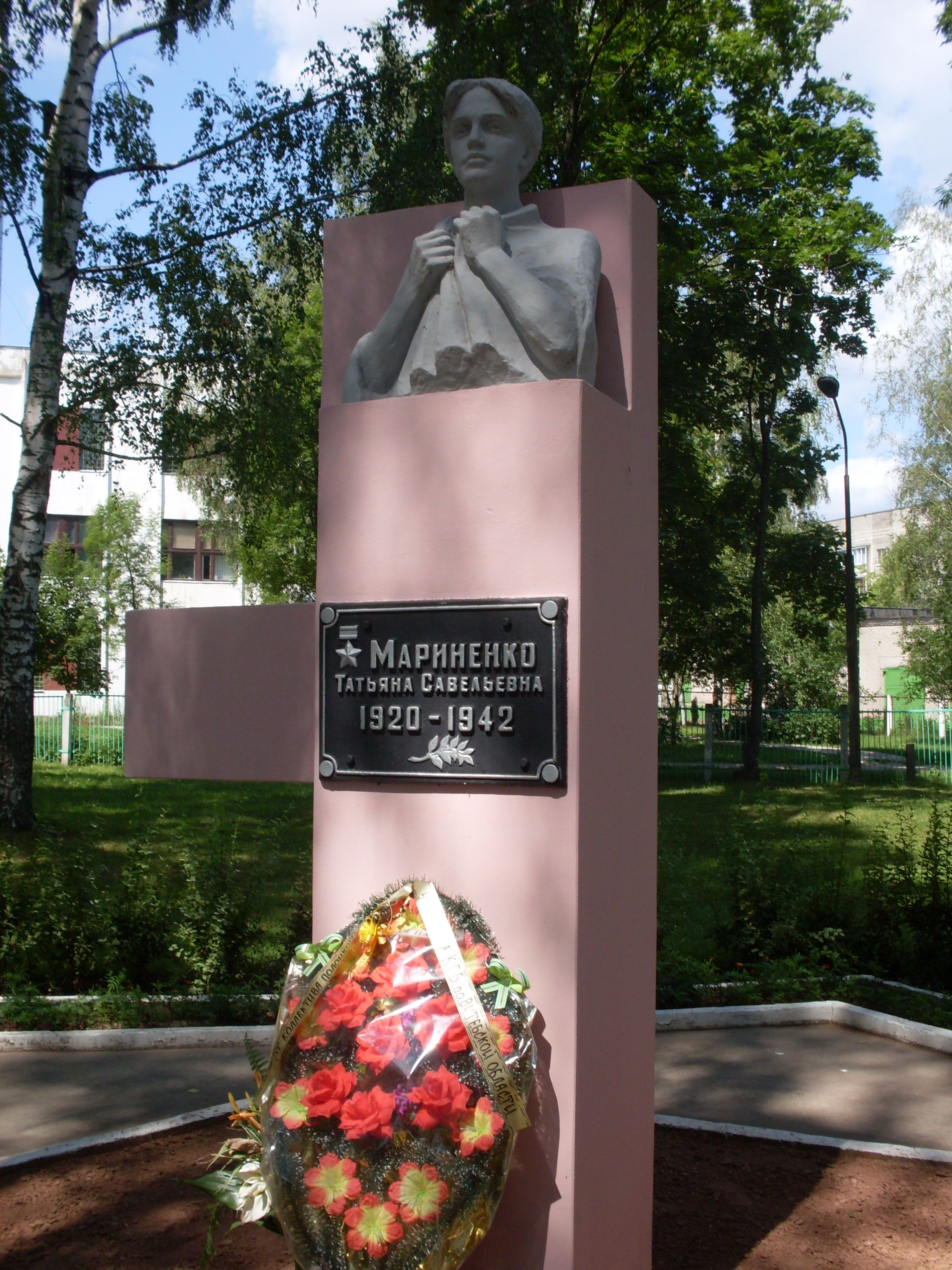
Бюст Мариненко у дворі 8-ї середньої школи Полоцька

- У 1965 році на могилі Т. С. Мариненко встановлено обеліск.
- Іменем Тетяни Мариненко названі вулиця в Полоцьку і Зеленковська середня школа.
- Біля Полоцького коледжу УО "ВДУ ім. П. М. Машерова "і 8-ї середньої школи Полоцька встановлені бюст Мариненко і меморіальна дошка.